# Stadtbrand von Reichenhall 1834

Zeitgenössisches Gemälde von einem unbekannten Urheber im Heimatmuseum

Der Stadtbrand von Reichenhall 1834 in der Nacht vom 8. auf den 9. November war der letzte Stadtbrand in Bad Reichenhall, das vor 1890 noch nicht den Zusatz Bad trug.

## Vorgeschichte
Stadtbrände haben Reichenhall und seine Bewohner über Jahrhunderte hinweg immer wieder heimgesucht. Urkundlich belegt sind die Stadtbrände von 1196, 1265, 1353, 1415, 1424, am 6. Januar 1448, 1515, am 1. Dezember 1756 sowie zuletzt am 8. November 1834. 1196 war die Ursache ein Angriff auf die Stadt durch den Erzbischof Adalbert von Salzburg, eine Reaktion auf die Zerstörung der Stadt Salzburg durch die Grafen von Plain im Jahre 1168. 1265 äscherte der Bischof von Olmütz die Stadt ein. 1353 sowie 1415 verursachte Unachtsamkeit die Stadtbrände. 1424 verbrannte die Stadt bis auf vier Häuser, nachdem im Hause des Kaplan Weiß – eines Chorherren von St. Zeno – Feuer ausgebrochen war. Damals rettete nur die Flucht den Geistlichen vor der Wut der Bevölkerung. 1515 war Brandstiftung die Ursache und es wurde mit Ausnahme des Hauptbrunnhauses und des Hällinger- oder Pfarrhauses die gesamte Stadt zerstört, 200 Menschen fanden den Tod. 1756 brach in der Pottinghütte des Clozensieders ein Feuer aus, das vier Salinengebäude und zwei Privathäuser zerstörte.
Nach dem Luftangriff auf Bad Reichenhall am 25. April 1945 zählte man in der Stadt 53 Großfeuer, 110 Mittelfeuer und etwa 200 Kleinfeuer. Die Brandbekämpfung zog sich zwar über fünf Tage hin, jedoch spricht man in diesem Zusammenhang – auch weil selbst die Großfeuer lokal begrenzt waren – nicht von einem Stadtbrand.

## Der Stadtbrand

### Entstehung

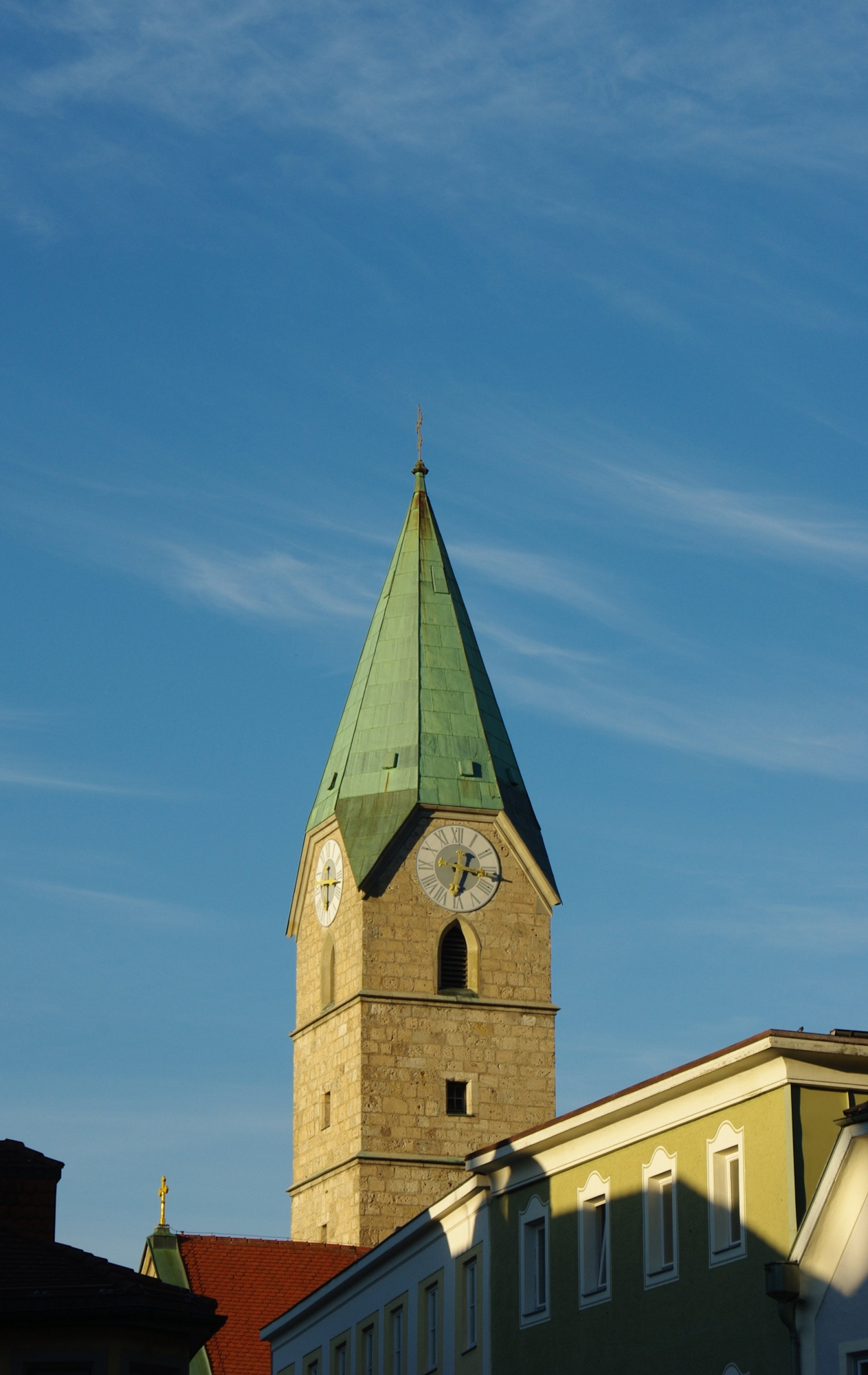
Neuer Turm der St.-Ägidi-Kirche

In der Nacht vom 8. auf den 9. November 1834 brach im Karl-Theodor-Sudhaus gegen 22:30 Uhr ein Feuer aus, nachdem brennender Ruß entwichen war und sich auf das hölzerne Grabendach des Sudhauses gelegt hatte. Das Warnsignal des Feuerwachtturms, der eigens für solche Fälle errichtet wurde, ertönte erst, als der Dachstuhl bereits in Brand stand. Als gegen 23 Uhr die Glocken der Aegidikirche Sturm läuteten, war die Katastrophe nicht mehr aufzuhalten. Ein starker Wind aus Südwest begünstigte das Feuer, das sofort die überwiegend aus Holz errichteten Nachbarhäuser erfasste. Weitere Salinengebäude standen kurz darauf in Brand, darunter das Hauptbrunnhaus und die dortige Salinenbibliothek. Die Brandsicherungsmaßnahmen des 18. Jahrhunderts, als man an die Saline angrenzende Bürgerhäuser aufgekauft und abgerissen hatte, zeigten keinerlei Wirkung. Das Salinenpersonal musste die Brandbekämpfung mit der einzigen vorhandenen Feuerspritze bald aufgeben, um nicht selbst in den Flammen umzukommen. Die hölzernen Legschindeln der Dächer wirbelten durch die Luft und verteilten den Brand so weiter über die Stadt.

### Verlauf
Der starke Wind fachte das Feuer weiter an und dieses erfasste nach kurzer Zeit auch die nordöstlich an die Saline angrenzenden Bürgerhäuser. Geld und wichtige Akten wurden aus dem Hauptsalzamt in das feuerfeste Archiv des Salzmeierhauses und das in einiger Entfernung zur Stadt liegende Stift St. Zeno verbracht. Gegen zwei Uhr morgens stand der Turm der Aegidikirche, von dem aus der Stadttürmer zuvor noch Alarm geschlagen und die Bürger geweckt hatte, in einer riesigen Feuersäule, bevor die Kuppel, der Glockenstuhl und das Dach des Kirchenschiffs einstürzten. Die Flammen wüteten zu diesem Zeitpunkt zwischen dem Gruttenstein und dem nordöstlich gelegenen Weißgerbertor. Der Stadtbrand soll als gewaltiger Himmelsschein sogar bis nach Passau und Regensburg sichtbar gewesen sein. Die aus den benachbarten Gemeinden und Städten Salzburg, Wals, Siezenheim, Hammerau, Piding und Teisendorf herangeschafften Feuerspritzen konnten gegen einen Brand dieser Größe nichts mehr ausrichten. Sogar das 800 Schritt von der Stadtmauer entfernte Schloß Achselmannstein fing Feuer und brannte ab. Dem Salinenpersonal gelang es, die Brandnester auf den sich durch das ganze Tal ziehenden Gradierhäusern zu löschen. Ansonsten wären diese und weite Teile der Gemeinde St. Zeno auch ein Raub der Flammen geworden. Der Wind trug bereits brennende Holzschindeln aus der Stadt bis nach St. Zeno. Die Feuerwalze fraß sich in Reichenhall weiter in Richtung Nordosten und hinterließ vom Salzmeierhaus, dem Getreidestadel, dem Oberzollamtsgebäude und vom Spital nur Schutt und Asche. Nur zehn Häuser Im Angerl und zwei im Katzenwinkel (heutige Heilingbrunnerstraße) blieben in diesem Gebiet verschont, wie auch die Häuser im Bereich des Florianiplatzes. Da der Wind nicht umschlug, waren die westlich vor der Stadtmauer gelegenen Salinengebäude wie die Hammerschmiede, die Kufersäge und der Brennholzvorrat mit 23.000 Klafter Holz nicht vom Brand betroffen.

### Schaden

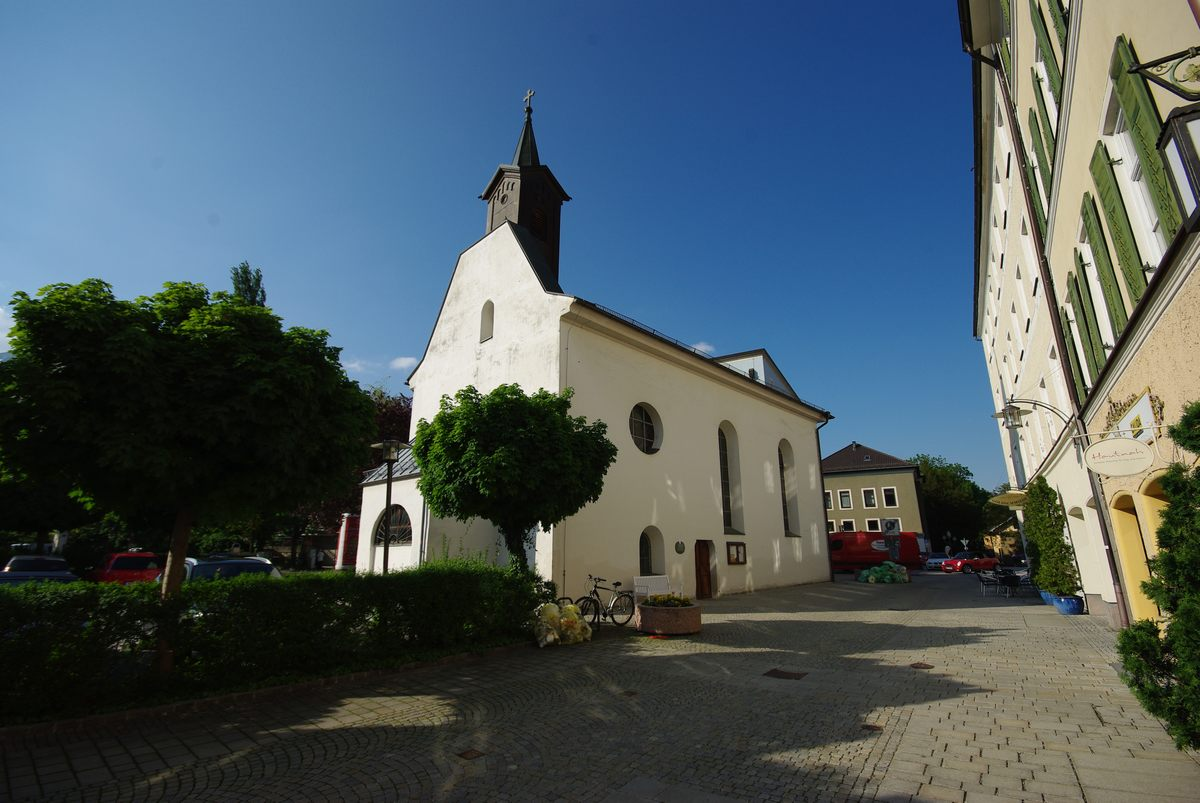
St.-Johannes-Spitalkirche

Erst gegen fünf Uhr morgens am 9. November 1834 ließ das Feuer langsam nach, zu diesem Zeitpunkt gab es in der Stadt noch unzählige Glutnester. Etwa ¾ der Stadt lag in Trümmern, darunter die gesamte Saline, die Verwaltungsgebäude der Stadt, das Spital und die Schulen. Die St.-Johannes-Spitalkirche trug ebenfalls Schäden davon, die erst zwischen 1876 und 1878 behoben wurden, die St.-Ägidi-Kirche und die Brunnhauskapelle waren völlig ausgebrannt. Geld, das die Bürger zurückgelassen hatten, war zu großen Metallklumpen verschmolzen, das Straßenpflaster war durch die große Hitze zu Kalk gebrannt, Kanaldeckel waren vernichtet und die Brücken über die Stadtbäche zerstört. Von den Betrieben existierten nur noch ein Bäcker, ein Metzger, ein Kramer, ein Wirt und ein Brauer. Andere Brauereien nutzten in der Folgezeit die Stiftsbrauerei in St. Zeno und das Rathaus verlegte man in das Zolleinnehmerhaus außerhalb der Stadt.
Die Stadt bestand damals aus 302 Häusern mit 563 Familien und etwa 2700 Einwohner. Etwa 2500 Menschen wurden nach dem Stadtbrand als obdachlos bezeichnet, nur 24 Häuser blieben verschont. Die Beschädigungen an sämtlichen abgebrannten Gebäuden betrugen laut Schätzung 1.014.795 Gulden. Bei der bayerischen Immobilien-Assekuranz waren diese mit 391.180 Gulden versichert, davon entfielen 191.140 Gulden auf die Salinengebäude. Die Privatgebäude waren über eine Summe von etwa 59.000 Gulden versichert, für den Wiederaufbau der Privatgebäude waren etwa 240.000 Gulden notwendig.

### Opfer
Einige Quellen sprechen von 13, andere von 11 Todesopfern. Namentlich genannt sind:
- Anna Schmid, ledig, 30 Jahre alt, Tagelöhnerin und Herbergbesitzerin, Haus Nr. 18,
- deren Kind, 1 Jahr alt,
- Therese Eder, 86 Jahre, pensionierte Mautdienerin
- Liberat Inzinger, 78 Jahre, pensionierter Küfermeister
- dessen Eheweib, 64 Jahre alt,
- deren Tochter, 44 Jahre alt,
- Elisabeth Gaisreiter, 60 Jahre, Salinenschmieds-Witwe,
- deren Tochter, 42 Jahre alt,
- deren Tochter, 3–4 Jahre alt,
- Elisabeth Unterlechner, 58 Jahre, ledig
- das Taglöhnerssöhnchen Mathias Hager, 3–4 Jahre alt.

An Vieh verbrannten:
- 12 Schweine
- 24 Schafe
- 10 Lämmer
- 2 Geißen
- 125 Stück Geflügel.

### Ursachen

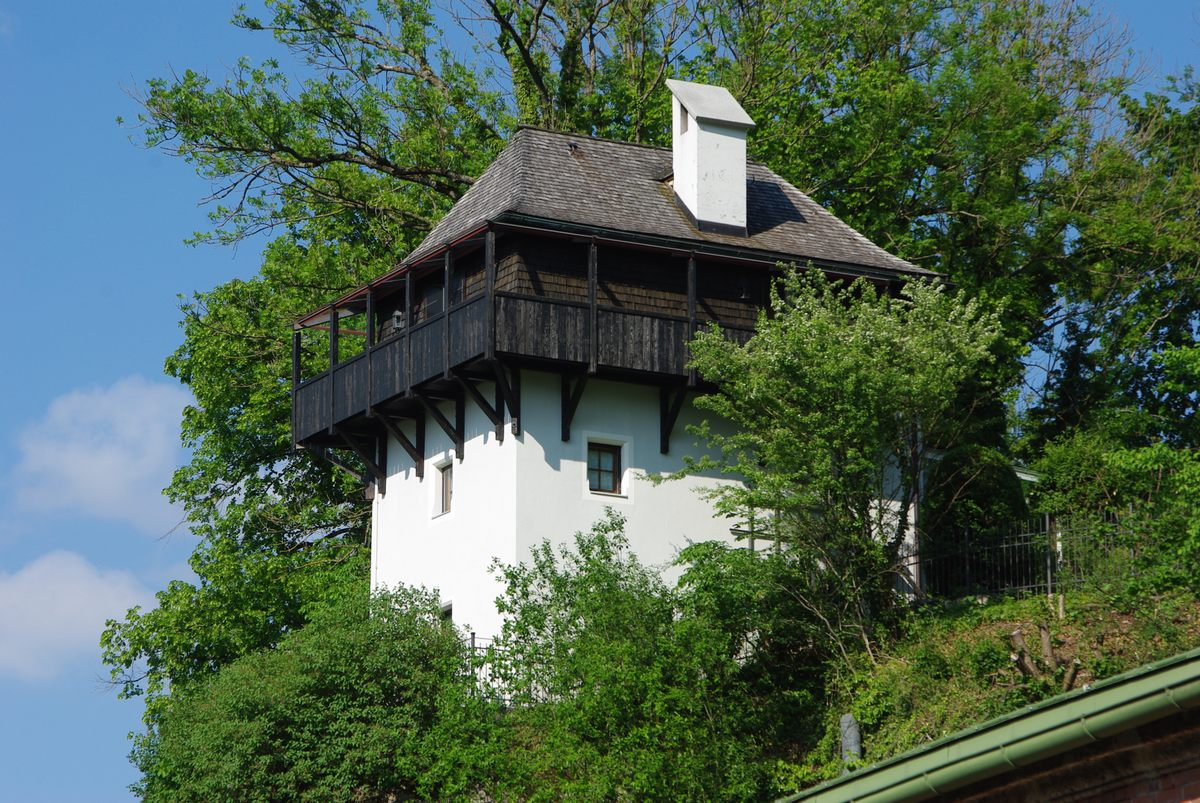
Feuerwachtturm oberhalb der Saline

In den ersten Tagen nach dem Brand wurden Dutzende Personen als Zeugen vernommen. Das Gerücht, das Feuer sei durch Nachlässigkeit verursacht worden und von den Salinenmitarbeitern nicht entschlossen genug bekämpft worden, bewahrheitete sich nicht. Der offizielle Grund für die Ursache des katastrophalen Ausmaßes sei das hohe Alter und die Schwerhörigkeit des Feuerwächters gewesen, der den Brand zu spät erkannt und nicht rechtzeitig Alarm geschlagen habe. Trotzdem warfen die Bürger von Reichenhall der Salinenleitung lange vor, den Brand nicht beherzt genug bekämpft zu haben und sich bei Löscharbeiten ausschließlich auf die in Staatsbesitz befindlichen Gebäude konzentriert zu haben, während andere Häuser bewusst geopfert worden wären. Vier Tage nach dem Stadtbrand wurden die Wohnungen von Salinenbeamten, die vorübergehend in den ehemaligen Stiftsbauten in St. Zeno untergebracht waren, von zwei Reichenhaller Kaufleuten in Brand gesteckt.

## Zeitzeugen
Überliefert sind vor allem der Haupt-Rapport über den Betrieb der königlichen Saline und der Hammerhütte zu Reichenhall im Etatsjahre 1834/35. Dieser durch einen königlichen Betriebsbeamten unterzeichnete Bericht vom Dezember 1835 schildert den Verlauf des Brandes und der Löschversuche. Der Salinen-Maurermeister Rudholzner schrieb an einen Verwandten einen Brief und schilderte darin seine Erlebnisse der Nacht. Er unterzeichnete diesen mit Dein abgebrannter Gevatter.

„Noch Abends stand ja Reichenhall
Mit blühenden Gewerben,
Und niemand dachte an den Fall,
Daß morgens schon Verderben
Und Unglück, Elend, Kreuz und Noth
Bey Manchem gar der Feuertod,
Ist furchtbar eingekehret,
Und alles hat verheeret.“

## Auswirkungen

### Spenden und Hilfsgüter
In ganz Bayern wurden Spendengelder für die Reichenhaller Bevölkerung gesammelt. Aus Salzburg, das in der Nacht noch mehrere Feuerspritzen zur Verfügung gestellt hatte, trafen täglich Wagenladungen mit Lebensmitteln, Kleidung und Hausrat ein. Der Reichenhaller Bürgermeister versuchte zudem, an die Spendenbereitschaft von Handelspartnern in ganz Europa zu appellieren. Überliefert ist ein Bittschreiben an den königlich-bayerischen Handelskonsul in Gibraltar.

### Salzproduktion
Da die meisten Anlagen der Saline zerstört waren, war eine Salzproduktion in Reichenhall vorübergehend nur sehr eingeschränkt möglich und wurde in provisorisch errichteten Sudhütten wieder aufgenommen. Das Hauptaugenmerk richtete man auf die Soleleitung. Bereits zwei Tage nach dem Ende des Brandes, am 11. November 1834, floss wieder Reichenhaller Sole durch die hölzernen Deicheln. Die Filialsaline in Traunstein sowie die in Rosenheim trugen damals die Hauptlast der bayerischen Salzproduktion.

### Wiederaufbau der Saline

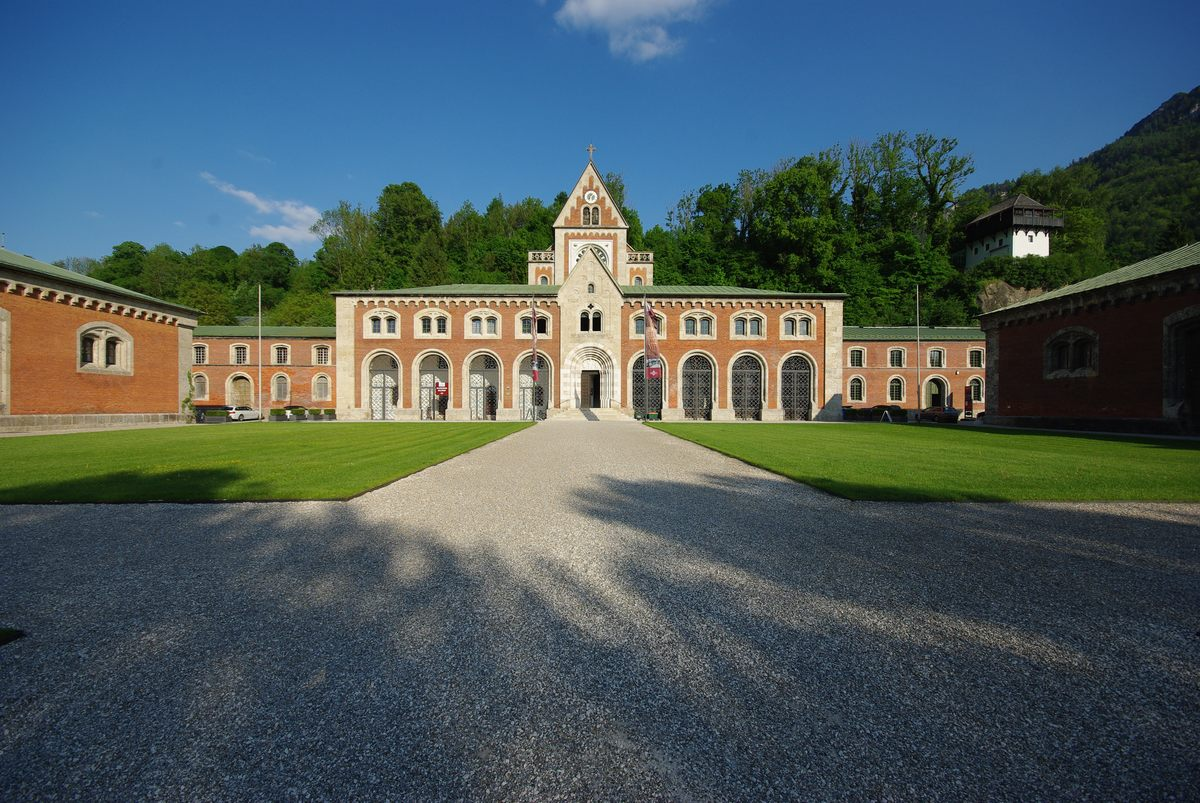
Die neue, heute Alte Saline (Hauptbrunnhaus)

König Ludwig I. stellte eine Finanzhilfe von 10.000 Gulden in Aussicht, machte aber „gerade Linien, Symmetrien und axial angelegte Hauptstraßen“ zur Voraussetzung. Dafür mussten 51 Privatgrundstücke zugunsten der geplanten Straßenerweiterung und der Größe der Saline erworben werden. In diesem Zuge ging vieles, was Reichenhall über Jahrhunderte geprägt hatte, verloren, darunter Plätze, Häuser und Straßennamen. Die Architektur orientierte sich an dem Vorbild barocker Schlösser und für das vom König favorisierte Projekt wurde der Baumeister Friedrich von Gärtner beauftragt. Dieser entwarf das Verwaltungsgebäude, den Beamtenstock gegenüber der Saline, das an die Ausführung der Staatsbibliothek in München erinnert. Die Grundsteinlegung für den Neubau der Saline erfolgte im Juni 1838, für den Bebauungsplan waren der Architekt Joseph Daniel Ohlmüller sowie der Direktor der königlichen General-Bergwerks- und Salinenadministration, Friedrich von Schenk, verantwortlich. Das letzte Gebäude, das Sudhaus IV, konnte im Jahre 1851 seiner Bestimmung übergeben werden.
Der Gebäudekomplex aus rotem Backstein, weißem Untersberger Marmor und Nagelfluhquadern gruppiert sich symmetrisch und einen zentralen Platz, zwei Innenhöfe sowie einem Straßenzug. Die neue, heute Alte Saline der Stadt Reichenhall besteht aus dem Hauptbrunnhaus, Solereserven, Salzmagazinen und Sudhäusern. Beim Bau wurde zudem darauf geachtet, großzügig Platz zwischen den einzelnen Gebäuden zu schaffen, um ein Übergreifen eines Brandes innerhalb der Saline zu verhindern oder immerhin zu erschweren. Der preußische Oberbergrat Carl Karsten bezeichnete den neuen Industriebau als die schönste Saline der Welt.

### Wiederaufbau der Stadt
Der Wiederaufbau der Stadt stand stark unter dem Einfluss des Neubaus der Saline. Großzügige Straßen und Plätze lösten die alten Gassen ab. Teile der durch den Brand in Mitleidenschaft gezogenen Stadtmauer mit Toren und Türmen wurden entfernt, um Platz für neue Gebäude und Straßen zu haben. Nahezu unverändert sind die Häuser am heutigen Florianiplatz geblieben, die erneut wie durch ein Wunder vom Feuer verschont blieben.

### Ölbergkapelle

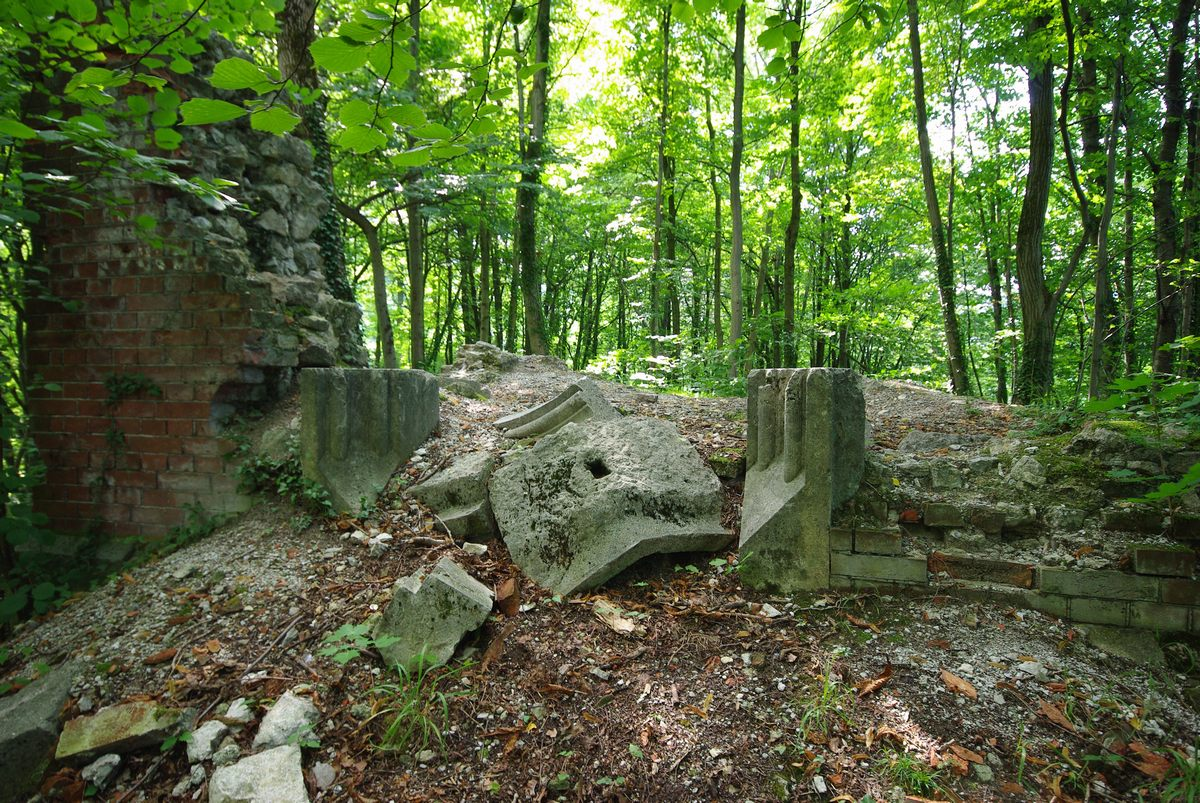
Reste der Ölbergkapelle

Einige Salinenarbeiter und Maurer errichteten – als Dank dafür, dass sie den Stadtbrand überlebten und zur Fürbitte, um ein ähnliches Unglück in Zukunft abzuwenden – auf dem Kirchberg die Ölbergkapelle im neugotisch-byzantinischen Stil. Eine ähnliche Kapelle befand sich bis zum Anfang des 19. Jahrhunderts außerhalb der Stadtmauern im Bereich der heutigen Innsbrucker Straße, das Gebäude ließ die Salinenverwaltung jedoch abreißen, um dort die neue Kufsägermühle zu errichten.